# Esiliiga 1992
Die Esiliiga 1992 war die erste offizielle Spielzeit der zweithöchsten estnischen Fußball-Spielklasse der Herren nach der Unabhängigkeit von der Sowjetunion. Die Spielzeit wurde im Frühling 1992 ausgetragen und fortgesetzt mit der Saison 1992/93, nachdem der Estnische Fußballverband das System vom Kalenderjahr-Rhythmus auf Herbst/Frühjahr umstellte.

## Modus
Die Liga umfasste acht Vereine, die in zwei Vierergruppen aufgeteilt waren. Die Mannschaften spielten jeweils zweimal gegeneinander. Die besten zwei jeder Gruppe qualifizierten sich für die Aufstiegsrunde, während die anderen vier in der Abstiegsrunde spielten. Mannschaften, die in der Vorrunde aufeinandertrafen, spielten in der Meister- bzw. Abstiegsrunde nicht mehr gegeneinander. Damit war gewährleistet, dass jedes Team im Verlauf der gesamten Spielzeit nur einmal aufeinander traf.
Der Meister spielte in den Play-offs um den Aufstieg in die Meistriliiga. Da der SK Tempo Tallinn und Metallist Tallinn nach der Saison zurückzogen, gab es keine Absteiger.

## Vereine
| Verein                | Stadt    | Stadion              | Kapazität |
| --------------------- | -------- | -------------------- | --------- |
| Narva Kreenholm       | Narva    | Kreenholmi staadion  | 1.065     |
| SK Tempo Tallinn      | Tallinn  | Tempo Park           | 2.000     |
| Lokomotiiv Valga      | Valga    | Keskstaadion         | 0500      |
| Metallist Tallinn     | Tallinn  | ?                    | ?         |
| Peipsi Kalur Kallaste | Kallaste | ?                    | ?         |
| KEK Pärnu             | Pärnu    | Pärnu Kalev staadion | 1.501     |
| JK Irbis Kiviõli      | Kiviõli  | Kiviõli staadion     | ?         |
| KEK Paide             | Paide    | Paide linnastaadion  | 0.268     |

## Vorrunde

### Gruppe West
| Pl. | Verein            | Sp. | S | U | N | Tore    | Diff. | Punkte |
| --- | ----------------- | --- | - | - | - | ------- | ----- | ------ |
| 1.  | Metallist Tallinn | 6   | 5 | 0 | 1 | 017:100 | +7    | 10:20  |
| 2.  | SK Tempo Tallinn  | 6   | 3 | 1 | 2 | 013:120 | +1    | 07:50  |
| 3.  | KEK Paide         | 6   | 2 | 1 | 3 | 006:150 | −9    | 05:70  |
| 4.  | KEK Pärnu         | 6   | 0 | 2 | 4 | 008:140 | −6    | 02:10  |

### Gruppe Ost
| Pl. | Verein                | Sp. | S | U | N | Tore    | Diff. | Punkte |
| --- | --------------------- | --- | - | - | - | ------- | ----- | ------ |
| 1.  | Narva Kreenholm       | 6   | 3 | 2 | 1 | 014:900 | +5    | 08:40  |
| 2.  | Lokomotiiv Valga      | 6   | 3 | 1 | 2 | 013:100 | +3    | 07:50  |
| 3.  | Peipsi Kalur Kallaste | 6   | 2 | 1 | 3 | 010:900 | +1    | 05:70  |
| 4.  | JK Irbis Kiviõli      | 6   | 2 | 0 | 4 | 005:140 | −9    | 04:80  |

## Meisterrunde
| Pl. | Verein              | Sp. | S | U | N | Tore    | Diff. | Punkte |
| --- | ------------------- | --- | - | - | - | ------- | ----- | ------ |
| 1.  | Narva Kreenholm     | 6   | 3 | 1 | 2 | 013:900 | +4    | 07:50  |
| 2.  | SK Tempo Tallinn 1  | 6   | 3 | 0 | 3 | 016:140 | +2    | 06:60  |
| 3.  | Lokomotiiv Valga    | 6   | 2 | 1 | 3 | 011:170 | −6    | 05:70  |
| 4.  | Metallist Tallinn 1 | 6   | 2 | 0 | 4 | 013:150 | −2    | 04:80  |

## Abstiegsrunde
| Pl. | Verein                | Sp. | S | U | N | Tore    | Diff. | Punkte |
| --- | --------------------- | --- | - | - | - | ------- | ----- | ------ |
| 5.  | Peipsi Kalur Kallaste | 6   | 3 | 1 | 2 | 013:100 | +3    | 07:50  |
| 6.  | KEK Pärnu             | 6   | 2 | 2 | 2 | 013:120 | +1    | 06:60  |
| 7.  | JK Irbis Kiviõli 2    | 6   | 2 | 2 | 2 | 007:900 | −2    | 06:60  |
| 8.  | KEK Paide 2           | 6   | 1 | 3 | 2 | 008:100 | −2    | 05:70  |

## Play-offs
|                  | Gesamt    |                 | Hinspiel | Rückspiel |
| ---------------- | --------- | --------------- | -------- | --------- |
| JK Merkuur Tartu | (a)4:4(a) | Narva Kreenholm | 1:1      | 3:3       |

Beide Vereine blieben in ihren jeweiligen Ligen.